# Monique Delvaux
Monique Delvaux (1938) is een voormalig Belgische journaliste. Delvaux was de eerste vrouwelijke journaliste van de Vlaamse publieke omroep VRT (Vlaamse Radio- en Televisieomroeporganisatie).
Delvaux verscheen voor het eerst op televisie als omroepster met de Expo in juli 1958. Samen met haar echtgenoot Piet Van de Sijpe, die ook voor de openbare omroep werkte, maakte ze de reeks Te voet door Vlaanderen, uitgezonden tussen 1963 en 1967. In 1971 besliste ze om deel te nemen aan het journalistenexamen, waarvoor ze - samen met onder anderen Johan Depoortere en William van Laeken - slaagde. Zo werd ze, samen met Liesbet Walckiers, de eerste vrouwelijke journaliste bij de toenmalige BRT. Vanaf 1972 presenteerde Delvaux Het Journaal, tot in 1990. Nadien hield ze zich bezig met de eindredactie. In 1998 werd ze op pensioen gesteld.